# Lamas (Braga)
Lamas ist eine Gemeinde im Norden Portugals.

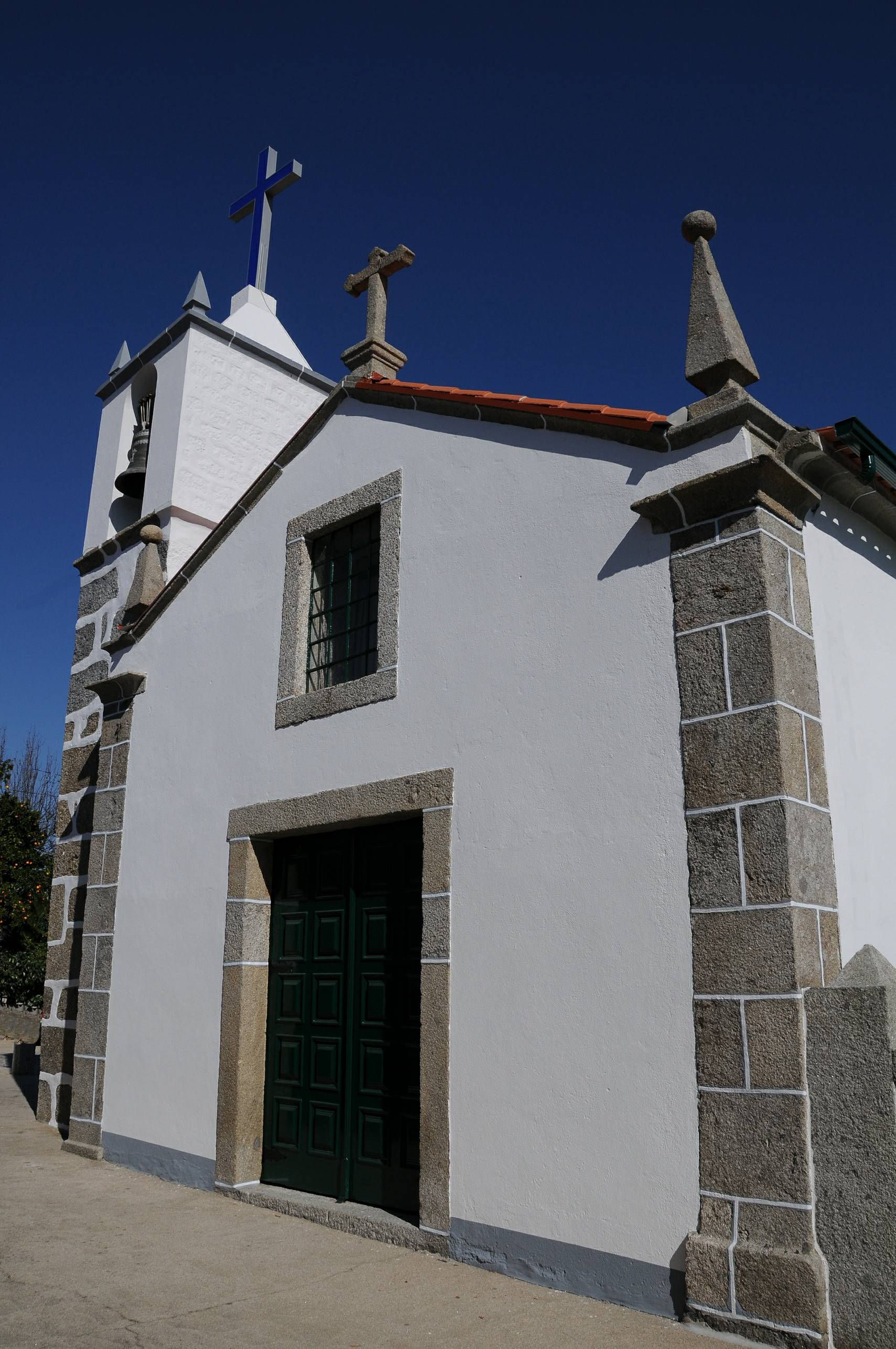
Kirche von Lamas

Lamas gehört zum Kreis Braga im gleichnamigen Distrikt Braga, besitzt eine Fläche von 1,25 km² und hat 852 Einwohner (Stand 19. April 2021).
Mit der Mámoa von Lamas befindet sich hier eine Megalithanlage aus der Jungsteinzeit (etwa 3000 v. Chr.).